# ترودي ستايلر
ترودي ستايلر (بالإنجليزية: Trudie Styler)‏ مواليد 6 يناير 1954 في وسترشير، إنجلترا، هي ممثلة ومنتجة إنجليزية وأيضا زوجة المغني ستينغ.

## الأعمال
- قمر (فيلم)
- دليل لإدراك قديسيك

## روابط خارجية
- ترودي ستايلر على موقع IMDb (الإنجليزية)
- ترودي ستايلر على موقع ألو سيني (الفرنسية)
- ترودي ستايلر على موقع ميوزك برينز (الإنجليزية)
- ترودي ستايلر على موقع أول موفي (الإنجليزية)
- ترودي ستايلر على موقع قاعدة بيانات الأفلام السويدية (السويدية)
- ترودي ستايلر على موقع إن إن دي بي (الإنجليزية)
- ترودي ستايلر على موقع قاعدة بيانات الفيلم (الإنجليزية)
- ترودي ستايلر على موقع كينوبويسك (الروسية)